# 張志光
張志光（1964年6月12日—2017年6月10日），生於台灣嘉義縣水上鄉，協助齊柏林拍攝《看見台灣》續集《看見台灣II》的直升機飛行機師。

## 生平
張志光，嘉義縣人，擁有5529小時的飛行時數，在進行《看見台灣》續集《看見台灣II》的飛行拍攝高空作業，駕駛貝爾206直升機（機號B-31118）時，在2017年凌天航空直升機事故中墜機身亡，享年52歲。

## 經歷
- 背景：海軍航空指揮部退伍
- 年資：海軍17年、凌天航空7年
- 飛行時數：4500小時
- 飛行機種：UH-1H、500MD／ASW（反潛機）、貝爾206 III
- 特殊技巧：空中定點清洗電塔、海上降落軍艦

## 其他來源
- 凌天航空罹難名單 齊柏林、助手陳冠齊、機師張志光 （页面存档备份，存于）
- 罹難機師張志光 2015年曾摔機大難不死 （页面存档备份，存于）
- 【獨家】超越直昇機極限　罹難機師張志光搏命空拍
- 機師張志光飛行28年　空拍墜毀令人遺憾 （页面存档备份，存于）
- 齊柏林》不幸罹難！　機師張志光「5500hrs飛行經驗」 （页面存档备份，存于）